# Frédéric V de Bade-Durlach
Frédéric V de Bade-Durlach (en allemand, Friedrich V von Baden-Durlach), né le 6 juillet 1594 à Sulzburg, décédé le 8 septembre 1659 à Durlach.
Il est margrave de Bade-Durlach de 1622 à 1659.

## Famille
Frédéric de Bade-Durlach épouse le 21 décembre 1616 Barbara de Wurtemberg (1593-1627), (fille de Frédéric Ier de Wurtemberg)
Sept enfants sont nés de cette union :
- Frédéric VI de Bade-Durlach (1617-1677)
- Sibylle de Bade-Durlach (1618-1623)
- Charles Magnus de Bade-Durlach (1621-1658)
- Barbara de Bade-Durlach (1622-1639)
- Jeanne de Bade-Durlach (1623-1661), en 1640 elle épouse le maréchal de camp Johan Banér (1596-1641), veuve elle épouse en 1648 Henri de Tour (mort en 1656)
- Frédéric de Bade-Durlach (1625-1645)
- Christine de Bade-Durlach (1626-1627)

Veuf en 1627, Frédéric de Bade-Durlach épouse le 8 octobre 1627 Éléonore de Salm-Laubach (1605-1633), (fille de Albert de Salms-Laubach et d'Anne de Hesse-Darmstadt)
Trois enfants sont nés de cette union :
- Anne de Bade-Durlach (1629-1629)
- Éléonore de Bade-Durlach (morte en 1630)
- Bernard-Gustave de Bade-Durlach (1631-1677), il se convertit à la religion catholique et entre dans l'ordre des bénédictins en 1667, puis en 1671 au monastère de Fulda, en 1672 il est nommé cardinal.

De nouveau veuf, Frédéric de Bade-Durlach épouse le 21 janvier 1634 Élisabeth de Waldeck-Eisenberg (1608-1643), (fille du comte Wolrad IV de Waldeck-Eisenberg). Sans postérité.
Frédéric de Bade-Durlach épouse le 13 février 1644 Anne Marie de Hohen-Geroldseck (1593-1649), (fille de Jacques de Hohen-Geroldseck). Sans postérité.
Le 20 mai 1650 Frédéric de Bade-Durlach épouse Élisabeth Eusebia de Fürstenberg (morte en 1676), (fille du comte Christophe II de Fürstenberg). Sans postérité.

## Biographie
Frédéric V de Bade-Durlach est le fils de Georges-Frédéric de Bade-Durlach et de Julianna von Salm-Neuville. Il appartient à la quatrième branche de la Maison de Bade elle-même issue de la première branche de la Maison ducale de Bade. Il est issu de la lignée de Baden-Durlach dite lignée Ernestine fondée par Ernest de Bade-Durlach. Cette lignée toujours existante est représentée actuellement par le prince Maximilien de Bade. Frédéric V de Bade-Durlach reçut une solide instruction notamment du surintendant J. Weininger. Entre 1613 et 1614 il voyagea beaucoup dans le cadre d'un Grand Tour, il se rendit en France, en Grande-Bretagne, aux Pays-Bas. Le 22 avril 1622, son père, Georges Frédéric de Bade-Durlach démit en sa faveur.